# WISE J0457-0207
WISE J0457-0207 (= WISE J045746.08-020719.2) is een bruine dwerg met een spectraalklasse van T2. De ster bevindt zich 40,8 lichtjaar van de zon.